# Callichroma cosmicum
Callichroma cosmicum är en skalbaggsart som beskrevs av White 1853. Callichroma cosmicum ingår i släktet Callichroma och familjen långhorningar.
Artens utbredningsområde är:
- Honduras.
- Nicaragua.

Inga underarter finns listade.